# Валкарин
Валкарин (итал. Valcarin) је насељено место у Републици Хрватској у Истарској жупанији. Административно је у саставу Града Пореча.

## Становништво
Према последњем попису становништва из 2001. године у насељу Валкарин је живело 38 становника који су живели у 10 породичних и 5 самачких домаћинстава.
Кретање броја становника по пописима 1857—2001.
| година пописа  | 1857. | 1869. | 1880. | 1890. | 1900. | 1910. | 1921. | 1931. | 1948. | 1953. | 1961. | 1971. | 1981. | 1991. | 2001. |
| бр. становника | 0     | 0     | 26    | 58    | 105   | 114   | 0     | 0     | 94    | 94    | 53    | 47    | 37    | 23    | 38    |

Напомена:У 1857, 1869, 1921. и 1931. подаци су садржани у насељу Мушалеж. Од 1880. до 1910. означавано као део насеља..